# Retrato de Adele Bloch-Bauer II
Retrato de Adele Bloch-Bauer II es una pintura de Gustav Klimt realizada en 1912.
Adele Bloch-Bauer (1881–1925) fue una refinada vienesa amante del arte, cuya familia era amiga cercana y mecenas de Gustav Klimt.

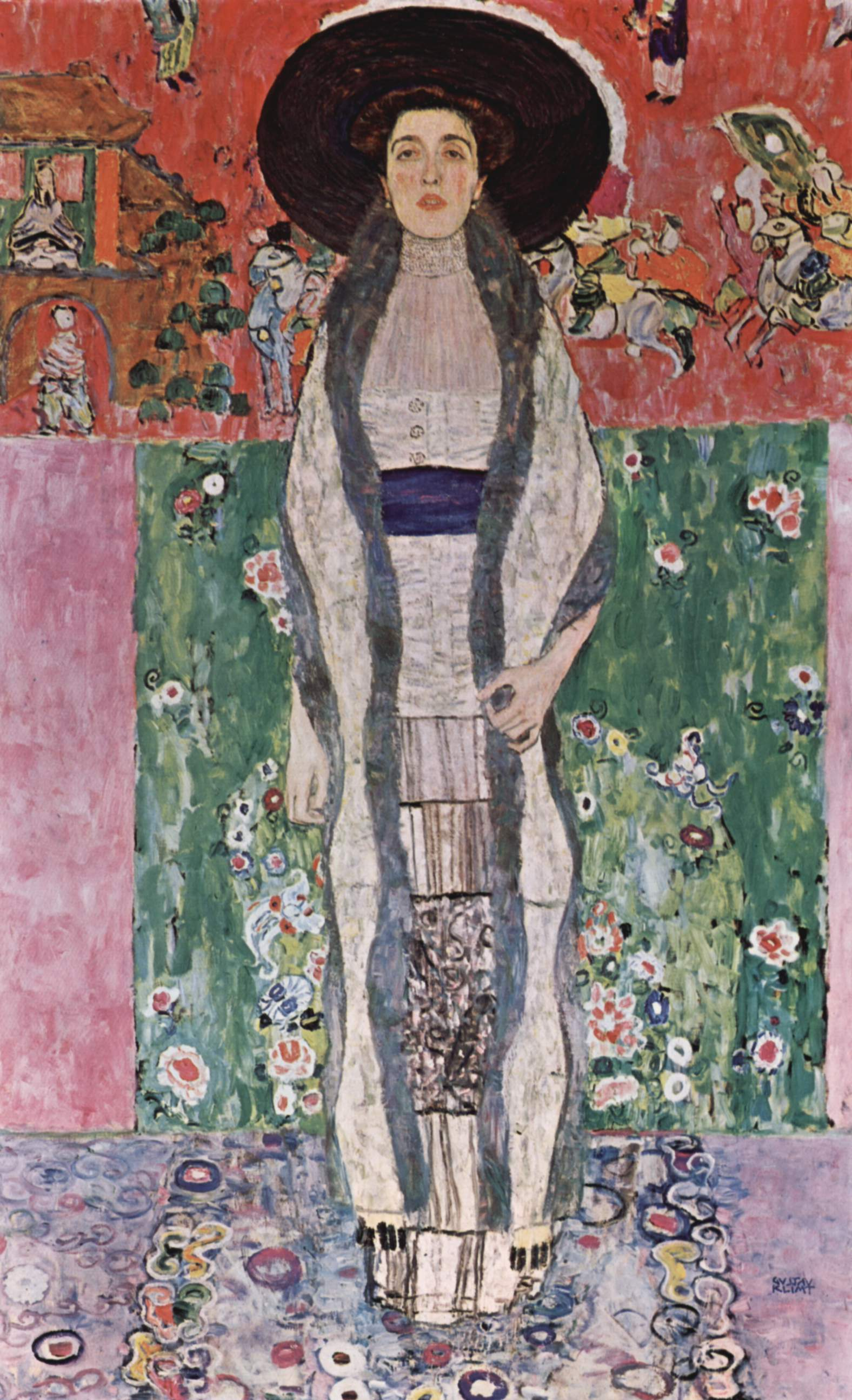
Retrato de Adele Bloch-Bauer II

## Propiedad de la pintura
Adele Bloch-Bauer era la esposa de Ferdinand Bloch-Bauer, un rico industrial del azúcar que patrocinó las artes y en especial a Gustav Klimt. Adele Bloch-Bauer fue la única modelo pintada dos veces por Klimt; ella también aparece en el mucho más famoso Retrato de Adele Bloch-Bauer I. Los retratos de Adele estuvieron en la casa familiar hasta que los nazis los incautaron durante la Segunda Guerra Mundial. La Galería Belvedere de Viena, a donde habían ido a parar estos cuadros, se negó a devolverlos a sus dueños, por ello hubo batallas en tribunales en los Estados Unidos y en Austria (ve República de Austria vs Altmann). Finalmente, en enero de 2006 cinco pinturas de Gustav Klimt fueron dadas a Maria Altmann, la sobrina de Ferdinand Bloch-Bauer, la legítima heredera según su testamento. En noviembre de 2006, la Casa de Subastas Christie's  vendió el Retrato de Adele Bloch-Bauer II en subasta por casi $88 millones, a Oprah Winfrey, convirtiéndose en una de las obras de arte subastadas más caras hasta el momento.
En otoño de 2014, Oprah Winfrey prestó la obra anónimamente, en calidad de préstamo especial a largo plazo, al Museo de Arte Moderno de Nueva York. El préstamo fue gestionado por el magnate del entretenimiento David Geffen, amigo de Winfrey y benefactor del museo.
En 2016, mientras el Klimt estaba colgado en las galerías del quinto piso del MoMA, Winfrey fue contactada a través de Geffen por Larry Gagosian, para su venta por 150 millones de dólares; antes de vender la obra a un comprador chino no identificado, durante el verano, Winfrey acordó prestarlo temporalmente a la Neue Galerie para la exhibición “Klimt y las mujeres de la edad dorada de Viena, 1900–1918”, extendida desde el 22 de septiembre de 2016 al 16 de enero de 2017.